# 周成
周 成（しゅう せい、? - ?）は、五胡十六国時代後趙の人物。

## 生涯
後趙に仕え、将軍に任じられた。
349年11月、輔国大将軍石閔（冉閔）が司空李農・右衛将軍王基と結託して後趙君主石遵の廃立を企てた。周成はこれに加担し、蘇彦と共に3千の兵を率いて石遵捕縛に向かった。この時、石遵は南台において婦人と碁に興じており、周成らはこれをすぐさま捕らえた。石遵は周成へ「反したのは誰か」と問うと、周成は「義陽王鑑（石鑑）が立つべきです」と答えた。これに石遵は「我でさえこのような事になったのだ。鑑ならいつまで保てようか！」と言い放った。石遵は琨華殿において処刑され、代わって石鑑が皇帝に擁立された。
350年2月、冉閔が魏国を興すと、これに付き従った。8月、後趙の旧将である張賀度・段勤・劉国・靳豚らが昌城で合流し、結託して冉魏の本拠地鄴へ侵攻した。周成は行台都督劉羣・王泰・崔通らと共に歩兵騎兵12万率いて迎撃に向かい、黄城に駐屯させた。また、冉閔自らも精鋭8万を率いて軍の後詰となった。両軍は蒼亭において戦闘となったが、冉魏軍は大勝して2万8千の兵を討ち取った。さらに、陰安まで追撃を掛け、靳豚を討ち取って残兵を尽く捕虜とした。
後に徐州刺史に任じられた。
351年8月、周成は兗州刺史魏統・豫州牧張遇・荊州刺史楽弘と共に東晋に帰順し、廩丘・許昌などの諸城を明け渡した。
354年1月、周成は東晋に背き、宛城から出撃して洛陽へ侵攻すると、河南郡太守戴施を鮪渚へ撤退させた。以降、2年以上に渡って洛陽を実効支配した。
356年5月、羌族酋長姚襄が許昌から洛陽へ攻め入ると、城を包囲した。8月、東晋の征西大将軍桓温が姚襄討伐の兵を挙げて洛陽に逼迫すると、姚襄は洛陽の包囲を解いて桓温を迎え撃ったが、大敗を喫して逃亡した。桓温が洛陽に到達すると、周成は衆を率いて降伏した。桓温は周成を捕らえて荊州に帰還した。その後の生死は不明である。